# Референдум щодо витрат на Євробачення 2024 у Базель-Штадт
У кантоні Базель-Штадт у Швейцарії 24 листопада 2024 року відбувся референдум щодо схвалення витрат на проведення Євробачення 2025. У серпні того ж року було оголошено, що Базель стане містом-господарем конкурсу, а Велика рада Базель-Штадт схвалила витрати в розмірі 37,4 млн швейцарських франків (CHF)
. З урахуванням 2,5 млн швейцарських франків (CHF) прямих доходів від арени, загальні витрати прогнозувалися на рівні 37,964 млн швейцарських франків (CHF). Партія Федеральний демократичний союз успішно ініціювала збір підписів для проведення референдуму щодо фінансування. Виборці Базель-Штадт схвалили витрати, причому 66,57% проголосували "за".

## Передумови
Пісенний конкурс Євробачення 2024 виграв швейцарський співак Немо з піснею "The Code". 30 серпня 2024 року Європейська мовна спілка обрала Базель містом-господарем Євробачення 2025, подія відбудеться у Санкт-Якобсгалле. Одночасно уряд кантону Базель-Штадт оголосив, що подасть фінансову пропозицію на розгляд Великої ради Базель-Штадт.
Федерально-демократичний союз (EDU) пообіцяв ініціювати референдуми з метою заблокувати фінансування в будь-якому місті, яке погодиться провести конкурс до офіційного оголошення в серпні. Особливу увагу EDU звернула на ірландську представницю Bambie Thug, заявивши, що її виступ був «відверто окультним на дуже, дуже високому рівні», а також на протести проти участі Ізраїлю через війну в Газі, які, за словами представників EDU, мали антисемітський характер. Зображення Bambie Thug широко використовувались у кампанії EDU.
Хоча EDU загалом вважається малозначною політичною партією, деякі фракції більшої Швейцарської народної партії (SVP) висловили підтримку ініціативі EDU. Марсель Деттлінг, голова SVP, заявив, що кошти, передбачені на Євробачення, «краще було б пожертвувати тим, хто серйозно постраждав від буревіїв, ніж витрачати на цю ганебну веселкову подію», маючи на увазі стихійні лиха влітку 2024 року.
У кантоні Базель-Штадт підтримка EDU була незначною: за даними The New York Times, на виборах 2023 року за партію проголосувало менш ніж 300 виборців у місті Базель. Члени EDU приїздили з інших кантонів, щоб зібрати необхідну кількість підписів.
Еді Естерманн, речник Швейцарської телерадіокомпанії, заявив, що референдум створює «певну невизначеність у плануванні» і що у випадку його успіху фінансування конкурсу «доведеться значно скоротити».
Виконавча рада та Велика рада обидві рекомендували голосувати «за» на референдумі.

## Результати
За явки у 57%, 66,6% виборців підтримали пропозицію, що дозволяє фінансування Євробачення 2025.

### За муніципалітетами
Усі три муніципалітети проголосували за.
| Кантон                               | За     | За    | Проти  | Проти | Загалом | Явка, % |
| Кантон                               | К-сть  | %     | К-сть  | %     | Загалом | Явка, % |
| ------------------------------------ | ------ | ----- | ------ | ----- | ------- | ------- |
| Базель                               | 32 977 | 67.49 | 15 884 | 32.51 | 50 682  | 56.26   |
| Рієн                                 | 4 925  | 61.52 | 3 080  | 38.48 | 8 200   | 62.82   |
| Бетінген                             | 284    | 57.72 | 208    | 42.28 | 503     | 64.40   |
| Джерело: Кантон Базель-Місто (архів) |        |       |        |       |         |         |